# Foxcatcher
Foxcatcher (títol original en anglès: Foxcatcher) és una pel·lícula de 2014, dirigida per Bennett Miller i protagonitzada per Steve Carell, Channing Tatum i Mark Ruffalo. Basada en la història real del medallista olímpic Mark Schultz, el guió va ser escrit per E. Max Frye i Dan Futterman. La pel·lícula va competir per la Palma d'or al Festival de cinema de Cannes de 2014 i Miller va guanyar el premi al Millor Director. La pel·lícula s'ha doblat al català.